# Telecomunicações de Moçambique
Telecomunicações de Moçambique (TDM) foi uma sociedade anónima fornecedora de serviços de Internet e de telecomunicações em Moçambique. Foi criada, como empresa estatal, com o nome de Empresa Nacional de Telecomunicações de Moçambique, em 10 de Junho de 1981, na sequência da extinção da Direcção dos Serviços dos Correios, Telégrafos e Telefones, um departamento estatal
O seu slogan era Pôr as pessoas a comunicar e desenvolver Moçambique.

## História
Em 1992, a empresa foi transformada em empresa pública (E.P.), num contexto de economia de mercado. Esta transformação teve como efeitos uma maior autonomia administrativa, financeira e patrimonial por parte da empresa. Em 2002, passa a ser uma empresa de direito privado, SARL, passando a ser designada oficialmente como Telecomunicações de Moçambique, SARL-TDM, sendo 80% do capital representado pelo Estado e 20% reservados aos GTT (gestores, técnicos e trabalhadores). Em 2009, a TDM é transformada em Sociedade Anónima (TDM, SA), e ao abrigo deste instrumento legal os Estatutos da empresa foram revistos por forma a ajustarem-se à nova legislação comercial.. A TDM foi extinta em 2018 e fundida com a Moçambique Celular para criar a Moçambique Telecom-Tmcel.

## Ligações Externas
- Antigo site oficial da Telecomunicações de Moçambique - TDM